# Thomas D. Meier
Thomas Dominik Meier (* 1958 in Basel) ist ein Schweizer Historiker, der Gründungspräsident, Rektor oder Leiter verschiedener Schweizer Kultureinrichtungen und -hochschulen war.  

## Leben
Thomas D. Meier studierte an der Universität Bern Geschichte sowie Anglistik und Amerikanistik und promovierte mit der Arbeit „Heimatlose und Vaganten. Integration und Assimilation der Heimatlosen und Nicht-Sesshaften im 19. Jahrhundert in der Schweiz“, die in erweiterter Form im Chronos Verlag erschien. Nach dem Studium war er als Forschungsassistent an der Universität Bern und am Bernischen Historischen Museum in der Kommunikation und Vermittlung sowie in der Geschäftsleitung tätig. 
Ab 1996 war er Gründungsdirektor des Museums für Kommunikation in Bern, bis er 2003 zum Direktor der Hochschule der Künste Bern gewählt wurde. Im Dezember 2008 wechselte er als Rektor an die Zürcher Hochschule der Künste, die er bis zu seinem Ruhestand im Herbst 2022 leitete. Von 2004 bis 2011 war er Gründungspräsident der Konferenz der Kunsthochschulen Schweiz und engagiert sich in verschiedenen nationalen und internationalen Gremien der Kultur- und Bildungspolitik sowie der Kulturförderung. 

## Werke (Auswahl)
- "Heimatlose und Vaganten". Integration und Assimilation der Heimatlosen und Nicht-Sesshaften im 19. Jahrhundert in der Schweiz. Bern 1996. (Diss. phil.-hist. Univ. Bern).
- Bedrängte Kindheit. Fahrende Kinder seit dem 19. Jahrhundert. In: Paul Hugger (Hg.): Kind sein in der Schweiz. Eine Kulturgeschichte der frühen Jahre. Schweizerische Gesellschaft für Volkskunde, Basel 1998, ISBN 3-908122-72-4,
- mit Martin Gasser und Rolf Wolfensberger (als Hg.): Wider das Leugnen und Verstellen. Carl Durheims Fahndungsfotografien von Heimatlosen 1852/53. Katalog zur Ausstellung im Fotomuseum Winterthur, 31. Januar bis 22. März 1998. Offizin-Verlag, Zürich; Fotomuseum, Winterthur 1998, ISBN 3-907495-86-1.
- mit Rolf Wolfensberger: Eine Heimat und doch keine. Heimatlose und Nicht-Sesshafte in der Schweiz (16.–19. Jahrhundert). Chronos-Verlag, Zürich 1998, ISBN 3-905312-53-0.
- (Hrsg.): Medium Museum – Kommunikation und Vermittlung in Museen für Kunst und Geschichte. Bern, Haupt 2000.
- mit Rolf Wolfensberger: Heimatlose und Nichtsesshafte im frühen 19. Jahrhundert. In: Sankt-Galler Geschichte 2003. Hrsg.: Wissenschaftliche Kommission der Sankt-Galler Kantonsgeschichte. Amt für Kultur des Kantons St. Gallen, St. Gallen 2003, ISBN 3-908048-43-5, Bd. 5, S. 139–152.
- mit Rolf Wolfensberger: Von der «Medizinal-Polizey» zur Volksgesundheitspflege. In: Sankt-Galler Geschichte 2003. Hrsg.: Wissenschaftliche Kommission der Sankt-Galler Kantonsgeschichte. Amt für Kultur des Kantons St. Gallen, St. Gallen 2003, ISBN 3-908048-43-5, Bd. 6, S. 105–124.
- «Der gemeinsame Campus wird essenziell sein». Interview von Urs Bühler. In: Neuen Zürcher Zeitung, 4. März 2010, S. 23.
- «Tatsächlich ist die Schweizer Kreativwirtschaft eine Boombranche». Interview von Alexandra Kedves. In: Tages-Anzeiger, 1. März 2011, S. 29. Online (Abo).

## Nachweise
1. ↑  ZHdK verabschiedet langjährigen Rektor Thomas D. Meier. 29. September 2022, abgerufen am 28. Oktober 2024.